# Bardaskan (shahrestan)
Bardaskan (persiska: بَردَس۫کَن۫), eller Shahrestan-e Bardaskan (شهرستان بردسکن), är en delprovins (shahrestan) i Iran. Den ligger i provinsen Razavikhorasan, i den nordöstra delen av landet. Administrativt centrum är staden Bardaskan.
Delprovinsen hade 75 631 invånare 2016.